# 애덤 넬슨
애덤 넬슨(영어: Adam Nelson, 1975년 6월 7일 ~ )은 미국의 포환던지기 선수이다.
넬슨은 3회 연속 올림픽에 출전했다. 넬슨은 2004년 올림픽에서 자신의 금메달을 획득했고, 2000년 올림픽에서 은메달을 획득했다.

## 개인 생활
넬슨은 조지아주 애틀란타의 로베트 학교에 다녔다. 그는 1993년에 로베트 학교를 졸업했다. 넬슨은 다트머스 대학교에 다녔고 1997년에 졸업했다. 다트머스 대학교 재학생으로서, 넬슨은 19.62m의 거리로 포환을 던져서 우승한 1997년 NCAA 선수권 대회를 포함해서 육상 대표팀의 일원으로 다양한 찬사를 받았다. 또한, 넬슨은 라인 배커로서 축구 대표팀에서 활약했다. 그는 1993년에 다트머스 대학교에서 축구를 하는 최초의 신입생이 되었다.
넬슨은 1996년 애틀란타 하계 올림픽 동안 매점에서 일했다.

## 국제 대회 경력
넬슨은 2000년 올림픽 평가전에서 은메달을 획득했다. 넬슨은 올림픽 우승 후보였고, 2000년 여름에 모든 주요 포환던지기 대회에서 우승했다.
넬슨은 2004년 아테네 하계 올림픽 포환던지기에서 은메달을 획득했다.
넬슨은 2005년 세계 육상 선수권 대회에서 21.73m의 거리로 포환을 던져서 우승했다. 2년후, 그는 2007년 세계 육상 선수권 대회에서 21.61m의 거리로 포환을 던져서 은메달을 획득했다. 넬슨은 2008년 베이징 하계 올림픽 결승전에서 유효한 마크를 놓쳤다. 넬슨은 예선 라운드에서 20.56m의 거리로 포환을 던졌다. 넬슨은 2009년과 2011년 세계 육상 선수권 대회 결승에서 각각 5위와 8위에 머물러서 메달 획득에 실패했다.